# Lê Thái Bê
Lê Thái Bê (sinh năm 1957) là một sĩ quan cấp cao trong Quân đội nhân dân Việt Nam, hàm Trung tướng, nguyên là Chính ủy Trường Sĩ quan Lục quân 2 (2010-2017).

## Thân thế và sự nghiệp
Ông sinh năm 1957 quê tại Nông Cống, Thanh Hóa
Năm 1974, ông nhập ngũ vào quân đội
Năm 2007, bổ nhiệm giữ chức Chính ủy Quân đoàn 4
Năm 2010, bổ nhiệm giữ chức Chính ủy Trường Sĩ quan Lục quân 2
Năm 2017, ông nghỉ hưu
Thiếu tướng (2007), Trung tướng (2012)

## Khen thưởng
Anh hùng Lực lượng Vũ trang nhân dân (1979)